# Monoxenus horridus
Monoxenus horridus är en skalbaggsart som först beskrevs av Hintz 1911.  Monoxenus horridus ingår i släktet Monoxenus och familjen långhorningar. Inga underarter finns listade i Catalogue of Life.